# Procurator Augusti
Procurator Augusti era il titolo assegnato in età imperiale romana ad agenti che operavano su mandato dell'imperatore in diverse branche dell'amministrazione, spesso con competenze finanziarie. Di solito chi diventava procurator Augusti era un uomo di provata fiducia dell'imperatore, di frequente un militare che aveva fatto carriera nelle tres militiae. Dopo la procuratela si poteva ottenere la prefettura, ma spesso la carriera di un equestre si concludeva con l'incarico di Procurator e talvolta col mandato di governatore di piccole province.

## Storia

### Precedenti d'epoca repubblicana
Esso riprende il titolo assegnato al beneficiario della procuratio in età repubblicana. La sfera di competenza del procurator repubblicano era il diritto privato, nel quale il procurator compariva nella figura di mandatario giudiziario (vedi ad esempio il procurator omnium bonorum). All'infuori dell'ambito strettamente privato, Cicerone precisa che la procuratio id ad privatum officium,  non ad statum rei publicae pertinet; in realtà, la lotta fra le diverse factiones portò già negli ultimi decenni della repubblica all'emergere di agenti plenipotenziari dei diversi imperatores, spesso designati con l'appellativo di procurator .

### Principato
Fra la tarda repubblica e il primo impero non pare rilevabile in questo senso nessuna frattura: il princeps si comporta esattamente come un qualsiasi privatus, affidando tutta l'amministrazione finanziaria di sua competenza a schiavi, liberti, cavalieri, insigniti del titolo di procurator Augusti. Questi ultimi si occupavano nelle provinciae Caesaris di tutta l'amministrazione finanziaria (da una parte riscossione tributaria e spesa pubblica, ovvero mantenimento dell'esercito, infrastrutture, cancelleria etc., nonché la gestione finanziaria del demanio imperiale compreso nella provincia), mentre nelle province del popolo della sola Res Caesaris. Queste figure sono indicate come procuratori finanziari.
A partire dal principato di Claudio, tutte le province equestri di nuova costituzione divennero procurationes e, tranne l'Egitto, il titolo dei governatori non fu più quello di praefectus, ma di procurator. Solo in Sardegna è attestata la titolatura di praefectus sino al principato di Nerone, quando al titolo di prefetto si affiancò quello di procurator (procurator et praefectus provinciae Sardiniae). Questi governatori detenevano i medesimi poteri dei legati e dei proconsoli con due importanti eccezioni: a differenza di legati e proconsoli, i procuratori possedevano la massima autorità in ambito finanziario e tributario, ma non possedevano l'imperium militiae, la facoltà di comandare truppe cittadine, le legioni; qualora ciò fosse avvenuto, i procuratores avrebbero visto potenziare il loro ufficio, grazie alla concessione del titolo di procurator pro legato. L'insieme dei procuratori-governatori è detto procuratori presidiali.
Con l'avanzare dell'età imperiale, a partire dalla fine del I secolo, il titolo di procurator venne assegnato anche ad incarichi palatini, con sede a Roma, responsabili di uffici destinati al controllo centrale di determinate entrate dell'Impero: è il caso, ad esempio, del procurator XX hereditatium. Fra il II e III secolo sia in ambito urbano che provinciale si aggiunsero poi sempre più procuratele (nell'ordine di alcune decine) destinate a controllare i diversi ambiti della macchina amministrativa romana.
In età Giulio-Claudia, i procuratori furono dapprima scelti fra liberti o cavalieri, poi, solitamente fra questi ultimi. Le procuratele si dividevano in tre categorie di rango, connesse all'importanza della procuratela e quindi a valori crescenti dello stipendio percepito, a cadenza annuale, dal titolare dell'ufficio: LX (sessagenario; 60.000 sesterzi annui), C (centenario; 100.000 sesterzi annui); CC (ducenario; 200.000 sesterzi annui). Lo stipendio venne introdotto già da Augusto, ma probabilmente solo dall'età di Claudio le varie procuratele andarono a distinguersi in modo chiaro.
Nei primi decenni dell'impero, spesso compariva dopo il titolo di procurator il nome completo dell'imperatore (es. procurator Tiberii Caesaris Augusti); a cominciare dal principato di Claudio, si va tuttavia diffondendo una titolatura più semplice, in procurator Augusti, senza ulteriori precisazioni, in riferimento alla posizione sovrapersonale del principe. La funzione procuratoria assumeva perciò un carattere sempre più  pubblico smettendo parallelamente la natura di istituto privato.
Governatori di provincie
| Provincia                                                                                | Statuto                                                     | Governatore                                                                            | Capitale                                                                             | Note |
| ---------------------------------------------------------------------------------------- | ----------------------------------------------------------- | -------------------------------------------------------------------------------------- | ------------------------------------------------------------------------------------ | --- |
| Alpi Cozie (Alpes Cottiae)                                                               | imperiale                                                   | procurator Augusti                                                                     | Segusio (Susa, Italia)                                                               | |
| Alpi Atrectiane (Alpes Atrectianae)                                                      | imperiale                                                   | procurator Augusti                                                                     | Forum Claudii Ceutronum (Aime-en-Tarentaise, Francia)                                | Dall'età severiana riunita alla Alpi Pennine o Valle Pennina. |
| Alpi Marittime (Alpes Maritimae)                                                         | imperiale                                                   | procurator Augusti                                                                     | Eburodunum (Embrun, Francia)                                                         | |
| Alpi Pennine (Alpes Poeninae)                                                            | imperiale                                                   | procurator Augusti                                                                     | Forum Claudii Vallensium (Martigny, Svizzera)                                        | Mai provincia autonoma. Con Claudio unita alla Rezia. Da Settimio Severo unita alle Alpi Atrectiane |
| Cappadocia (Cappadocia)                                                                  | prefettura distrettuale (dal 17 d.C.) (?) sino a Vespasiano | praefectus Cappadociae da Tiberio (?)                                                  | Caesarea (Kayseri, Turchia)                                                          | Da Tiberio era verosimilmente amministrata da un prefetto e annessa alla provincia di Siria (vd. Iudaea). Poi da Vespasiano a Traiano riunita alla Galazia sotto un legato imperiale di rango consolare. |
| Dacia Superior e Inferior (I periodo) e Apulensis Porolissensis e Malvensis (II periodo) | imperiale                                                   | procurator Augusti dal 119/158                                                         |                                                                                      | Dal 127? al 156? la Dacia è divisa in: Superior e Inferior; dopodiché dal 156? al 256?, fino all'abbandono, in Apulensis, Porolissensis e Malvensis. Nel primo periodo era amministrata da un legatus Augusti pro praetore di rango pretorio, affiancato da un procurator Augusti finanziario nella provincia Superiore e un procurator Augusti ducenario nella provincia Inferiore. Nel secondo periodo era retta da un legato imperiale, da cui dipendevano due legati legionis (comandanti di legione, di rango senatorio) e tre procuratores Augusti finanziari. |
| Epiro (Epirus)                                                                           | imperiale                                                   | procurator Augusti                                                                     | Nicopoli d'Epiro (Grecia)                                                            | |
| Giudea (Iudaea) parte della Siria (Syria) sino al 66 d.C.                                | prefettura distrettuale (dal 6 d.C.)                        | praefectus Iudaeae                                                                     | Caesarea Maritima                                                                    | La Iudaea fu inizialmente solo una prefettura interna alla provincia di Siria. Da Claudio provincia procuratoria. A partire da Vespasiano venne, o annessa integralmente alla Siria, oppure posta sotto l'autorità di un legato imperiale di rango pretorio indipendente; a partire dal 135 venne posta sotto il comando di un legatus Augusti di rango consolare. |
| Mauretania Cesariense (Mauretania Caesariensis                                           | imperiale (dal 40 d.C.)                                     | procurator Augusti                                                                     | Caesarea (Cherchell, Algeria)                                                        | |
| Mauretania Tingitana (Mauretania Tingitana)                                              | imperiale (dal 40 d.C.)                                     | procurator Augusti                                                                     | Tingis (Tangeri, Marocco)                                                            | |
| Norico (Noricum)                                                                         | imperiale (da Augusto/Claudio)                              | procurator Augusti almeno fino al 170                                                  | Virunum (Zollfeld, Austria)                                                          | sotto Marco Aurelio viene posta a difesa di questo tratto di limes danubiano una nuova legione; |
| Rezia (Raetia)                                                                           | imperiale (dal 15 a.C.)                                     | procurator Augusti almeno fino al 170                                                  | Cambodunum (Kempten), poi dalla fine del I secolo d.C. Augusta Vindelicum (Augsburg) | sotto Marco Aurelio viene posta a difesa di questo tratto di limes danubiano una nuova legione; |
| Sardegna e Corsica (Sardinia et Corsica)                                                 | imperiale/senatoria                                         | praefectus Sardiniae da Tiberio; praefectus Sardiniae et procurator Augusti da Claudio | Carales (Cagliari, Italia)                                                           | Amministrata da un prefetto dal 6 d.C. a Claudio, poi da un prefetto e procuratore; passata in diverse occasioni a provincia senatoria. |
| Tracia (Thracia)                                                                         | imperiale (dal 46 d.C.)                                     | procurator Augusti                                                                     | Philippopolis (Filippopoli, Bulgaria)                                                | a partire da Traiano governata da un Legato imperiale di rango pretorio |